# Приключения Тайо
Приключения Тайо (кор. 꼬마버스 타요, Kkoma-beoseu Tayo) — корейский анимационный мультипликационный сериал, созданный Iconix Entertainment, Educational Broadcasting System and Seoul Metropolitan Government в Сеуле. Сериал был спродюсирован с помощью администрации мэра Сеула. Трансляция началась в 2010 году в Южной Корее на телеканале EBS, переведённая на английский язык версия транслировалась с 2012 года на телеканале Disney Junior (Азия), с 2013 года Disney Junior (Австралия и Новая Зеландия). В США эксклюзивным дистрибьютором является веб-сайт и сервис подписки Hulu, хотя второй сезон транслировался на Netflix.
Сериал доступен на корейском, английском, испанском, турецком, немецком, китайском и русском языках на официальном канале «Приключения Тайо» на YouTube.

## Сюжет
Всего было снято 6 сезонов, по 26 серий в каждом, где рассказывается о похождениях автобуса Тайо и его друзей. В сериале показано обучение и становление маленького автобуса в городских, сельских условиях и его приключения в космосе.

## Персонажи

### Главные герои
- Тайо — синий автобус с номером маршрута 120 — игривый и иногда озорной. Он является третьим по возрасту из четырёх героев-автобусов.
- Роги — зелёный автобус с номером маршрута 1000 — лучший друг Тайо, хотя они часто ввязываются в драку друг с другом. Тоже веселый и озорной, у него есть интерес к работе детектива. Оба друга напоминают Hyundai Aero City. Он является вторым по возрасту из четырёх автобусов. Он также средний брат Тайо и Лени.
- Лени — жёлтый автобус с номером маршрута 02 — весёлая, добрая и чувствительная. Имеет мало терпимости к аргументам, часто выступает в качестве посредника между Тайо и Роги. Она самая младшая из четырёх автобусов и является младшей сестрой Роги.
- Гани — красный автобус с номером маршрута 1339 — трудолюбивый, добрый и застенчивый. Он является самым старшим из четырёх автобусов.

### Другие герои
- Хана — девушка-механик, чинит автобусы и помогает им взрослеть.
- Сито — красный двухэтажный экскурсионный автобус, строгий наставник четырёх автобусов.

### Второстепенные персонажи
- Нури — это спокойное и профессиональное женское такси, которое впервые встретилось с Тайо в первом эпизоде. Оно часто проводит время с Тайо и его друзьями, часто посещая их на автостанции.
- Руки — полицейский, который иногда попадает впросак в своей работе, так как только недавно начал работать.
- Пат — опытный полицейский автомобиль, который всегда серьёзен, когда работает. На нём ездит Руки.
- Спиди — красный автомобиль, который любит очень быстро ездить, модель Porsche Targa 4S.
- Шайн — желтый автомобиль, который любит хвастаться, что часто ставит его в неловкое положение. Модель Mercedes SLK R171 coupe.
- Харт — розовая машина, помощник Ханы.
- Пинат — автобус с номером маршрута 03, это еще один экскурсионный автобус, который младше четырёх основных.
- Принцесса Рэй — принцесса планеты Клевер, друг Тайо, Лени, Роги и Гани.
- Космический Пират Булли — самый страшный злодей на свете. Для поиска сына Улли он, ради поиска друзей-людей, нападает на землю. И в итоге ставший его целью Тури был похищен пиратом Булли. Тайо, потерявший самого близкого друга, получает помощь от Ханы, садится на ракету и летит в космос. Сможет ли Тайо спасти Тури?

## Критика
На семинаре по проблемам анимационной индустрии, которая проводилась во Вьетнаме, было отмечена «доминирующая» роль сериала Tayo the Little Bus на корейском анимационном рынке, а также то, что сериал пользуется популярностью в Китае, Малайзии, Таиланде и Вьетнаме.

## Культурное влияние

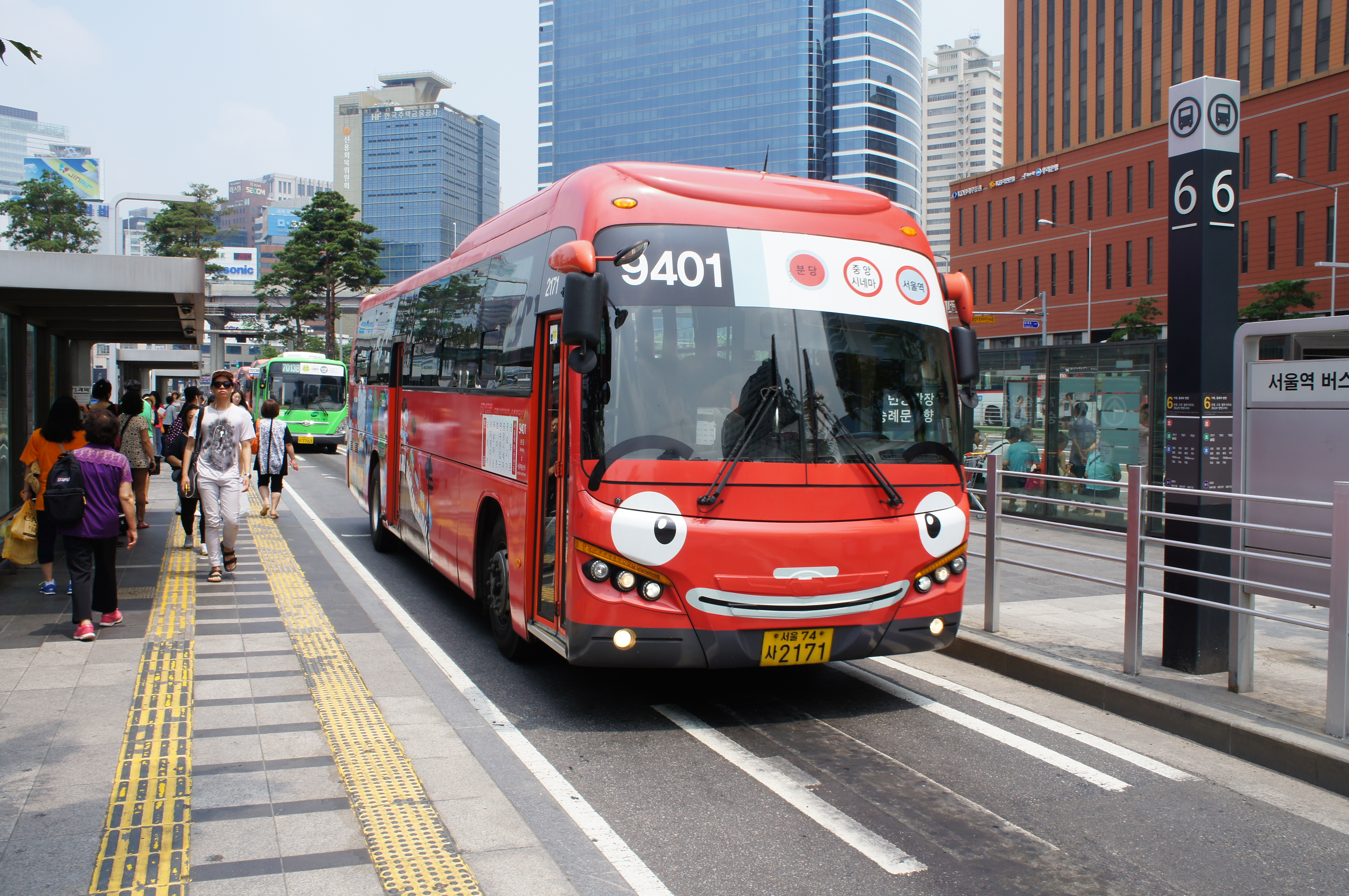
Автобус маршрута 9401 стилизованный под Гани

В 2014 году правительство Сеула заказало автобусы, стилизованные под Тайо, Гани, Роги и Лени для движения у площади Кванхвамун. Эти автобусы предназначались для обучения детей пользованию общественным транспортом. Данная инициатива имела большой успех у горожан и гостей города, при этом количество пассажиров на них достигало 40000 человек. Количество автобусов было увеличено с 4 до 100. На волне такого успеха и другие города захотели провести аналогичную акцию в рамках предвыборной кампании. Правительство Сеула отказало в их использовании на основании авторского права, однако позже согласие было дано.

## Музыка
29 июля 2021 года с телесериалом сотрудничала группа ENHYPEN, которая переделала тематическую песню «Hey Tayo» и выпустила новую песню под названием «Billy Poco».